# Cliousclat
Cliousclat – miejscowość i gmina we Francji, w regionie Owernia-Rodan-Alpy, w departamencie Drôme.
Według danych na rok 1990 gminę zamieszkiwało 558 osób, a gęstość zaludnienia wynosiła 58 osób/km² (wśród 2880 gmin regionu Rodan-Alpy Cliousclat plasuje się na 1094. miejscu pod względem liczby ludności, natomiast pod względem powierzchni na miejscu 1150.).